# 데루이 아쓰시
데루이 아쓰시(일본어: 照井 篤, 1980년 7월 19일 ~ )는 일본의 전 축구 선수이다.

## 구단 경력
과거 쇼난 벨마레에서 활동하였다.